# 亦庄天主堂
亦庄天主堂，全名天主教北京教区亦庄圣若望堂，位于北京市大兴区亦庄地区荣华中路7号国荣国际B座1号楼4层，隶属天主教北京教区。

## 简介
2010年，郭文武神父从深圳调回北京，在北京城南建立了三个祈祷所西红门、金星、亦庄，统称石景山堂区。2010年9月11日，亦庄祈祷所第一台感恩弥撒圣祭在亦庄贵园东里小区一民居内举行，这标志着亦庄祈祷所成立。2011年8月，亦庄祈祷所迁至博客雅居写字楼。因教友人数增多，2014年7月亦庄祈祷所迁至荣华中路7号国荣国际B座1号楼4层（马赛克楼）。2014年7月5日正式启用，举办第一台弥撒。经郭文武神父倡导，北京城南的石景山、西红门、金星、亦庄四所祈祷所同步开展为期一年（2014年7月1日至2015年6月30日）的“圣经家庭传递”活动。2014年12月27日，北京教区李山主教主祭、教区神父共祭，为亦庄天主堂举办开堂弥撒，并祝圣了新祭台、新读经台、若望像，位于国荣国际的新教堂奉圣若望宗徒为主保，取名天主教北京教区亦庄圣若望堂。2016年，亦庄脱离石景山堂区成为独立的堂区，北京教区房产办公室副主任卞寅神父兼任亦庄堂区主任司铎。亦庄祈祷所自成立后，注重教理学习，并积极开展社会公益活动，组织慰问老人和病患。2016年时，亦庄堂区约有300多位教友。

## 主任司铎
1. 郭文武神父（2010年—2016年，石景山、西红门、金星、亦庄祈祷所主任司铎）[1][8]
2. 卞寅神父（2016年3月—，北京教区房产办公室副主任兼）[4]